# Superliga de Dinamarca 2014-15
La temporada 2014-15 de la Superliga danesa es la XXV edición de la liga de fútbol profesional de Dinamarca. La temporada comenzó el 18 de julio de 2014 y concluirá el 7 de junio de 2015.

## Equipos
El Aarhus GF y el Viborg FF terminaron la temporada 2013-14 en el lugar 11 y 12, respectivamente, y fueron descendidos a la 1 ª División. 
Los equipos descendidos fueron sustituidos por el Silkeborg IF campeón de la 1.ª División 2013-14 y el subcampeón Hobro IK.
| Pos | Descendidos de la Superliga |
| --- | --------------------------- |
| 11º | Aarhus GF                   |
| 12º | Viborg FF                   |

| Pos | Ascendidos de la Primera División |
| --- | --------------------------------- |
| 1º  | Silkeborg IF                      |
| 2º  | Hobro IK                          |

## Clasificación
- Actualizado el 1 de mayo de 2015.[1]

|     |     | Equipo          | PJ | PG | PE | PP | GF | GC | DG  | PTS |
| --- | --- | --------------- | -- | -- | -- | -- | -- | -- | --- | --- |
| UCL | 1.  | FC Midtjylland  | 26 | 19 | 4  | 3  | 52 | 24 | +28 | 61  |
| UCL | 2.  | FC Copenhague   | 26 | 14 | 7  | 5  | 32 | 18 | +14 | 49  |
| UCL | 3.  | Randers FC      | 26 | 11 | 8  | 7  | 29 | 20 | +9  | 41  |
|     | 4.  | Brøndby IF      | 26 | 12 | 5  | 9  | 31 | 23 | +8  | 41  |
|     | 5.  | Aalborg BK      | 27 | 10 | 8  | 9  | 34 | 26 | +8  | 38  |
|     | 6.  | FC Nordsjælland | 26 | 11 | 5  | 10 | 31 | 31 | 0   | 38  |
|     | 7.  | Hobro IK        | 27 | 10 | 8  | 9  | 33 | 37 | -4  | 38  |
|     | 8.  | Odense BK       | 26 | 9  | 5  | 12 | 27 | 34 | -7  | 32  |
|     | 9.  | SønderjyskE     | 26 | 6  | 12 | 8  | 24 | 32 | -8  | 30  |
|     | 10. | Esbjerg fB      | 26 | 6  | 10 | 10 | 33 | 35 | -2  | 28  |
|     | 11. | FC Vestsjælland | 26 | 6  | 4  | 16 | 23 | 46 | -23 | 22  |
|     | 12. | Silkeborg IF    | 26 | 2  | 6  | 18 | 19 | 42 | -23 | 12  |

|  | Campeón. Clasifica a la segunda ronda previa de la Liga de Campeones 2015-16. |
|  | Clasifican a la primera ronda previa de la Europa League 2015-16.             |
|  | Descienden a Primera División de Dinamarca 2012/13.                           |

## Estadísticas

### Goleadores
| Jugador                                   | Equipo       | Goles | Partidos | Media |
| ----------------------------------------- | ------------ | ----- | -------- | ----- |
| Martin Pusic                              | Midtjylland  | 14    | 24       | 0.58  |
| Mads Hvilsom                              | Hobro IK     | 13    | 24       | 0.54  |
| Rasmus Festersen                          | Vestsjælland | 10    | 23       | 0.43  |
| Morten Rasmussen                          | Midtjylland  | 9     | 17       | 0.53  |
| Mikael Ishak                              | Randers      | 8     | 19       | 0.42  |
| Uffe Bech                                 | Nordsjælland | 8     | 19       | 0.42  |
| Sylvester Igboun                          | Midtjylland  | 8     | 23       | 0.35  |
| Última actualización: 13 de abril de 2015 |              |       |          |       |